# Utricularia neottioides
Utricularia neottioides — вид рослин із родини пухирникових (Lentibulariaceae).

## Середовище проживання
Цей вид був зареєстрований з Болівії (Санта-Крус), Бразилії та Венесуелі.
Цей вид був знайдений в низинних болотах і утворюючи килимки, прикріплені до скель у неглибоких, швидких потоках.

## Використання
Вид культивується невеликою кількістю ентузіастів роду. Торгівля незначна.